# Марі-Мадлен Фуркад

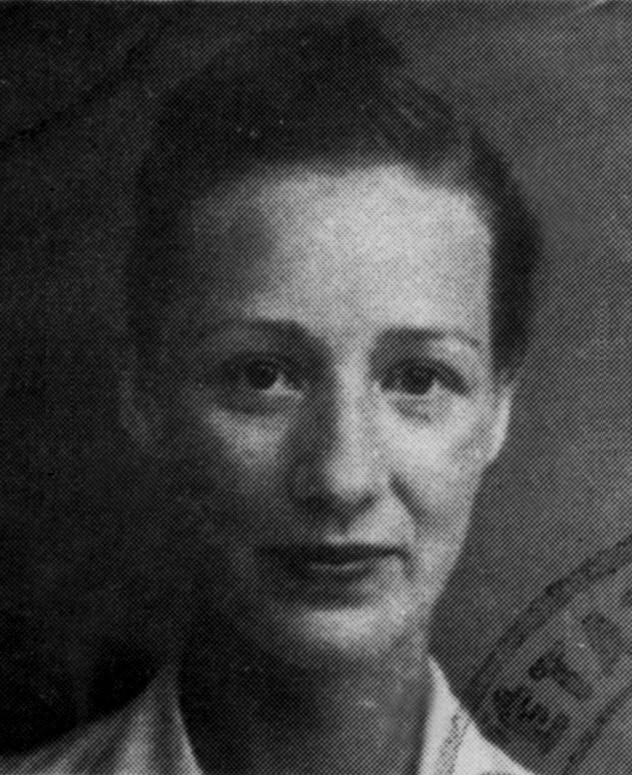
Марі-Мадлен Фуркад

Марі-Мадлен Фуркад (8 листопада 1909 , Марсель  — 20 липня 1989 , V округ Парижа ) — лідерка французької мережі Руху Опору «Альянс», відома під псевдонімом «Hérisson» («Їжак») після арешту її колишнього лідера Жоржа Лустоно-Лако («Наварра») під час окупації Франції у ході Другої світової війни.

## Походження
Народилася Марі-Мадлен Бріду 1909 року в Марселі. Вона жила з родиною та відвідувала монастирські школи в Шанхаї, де її батько працював у французькій морській службі. У молодому віці вийшла заміж за майбутнього полковника Едуарда Меріка. У них народилося двоє дітей, але подружжя розлучилося, і вона роками не відвідувала своїх дітей. У 1936 році Фуркад зустріла і справила враження на колишнього офіцера французької військової розвідки майора Жоржа Лустоно-Лако (псевдонім «Наварра»).

## Участь у Русі Опору
Фуркад працювала з Наваррою над його журналом L'ordre National, шпигунським виданням. Наварра вважав, що підпільна діяльність має вирішальне значення у військовій боротьбі на окупованій території. Наварра завербував Фуркад до шпигунської мережі L'ordre National у ході німецької окупації. На той момент їй тільки но виповнилося 30 років. Її перша місія для Наварри полягала в тому, щоб створити угрупування по території неокупованої Франції, а потім завербувати та призначити агентів до цих секцій. Ця мережа стала «Альянсом» (пізніше названа «Ноїв ковчег»).
У липні 1941 року, трохи більше ніж через рік після німецького вторгнення, Наварру заарештували і засудили до двох років ув'язнення. Він запропонував Марі-Мадлен Фуркад очолити розпочатий ним рух. Одним із прикладів успіхів підпільного руху став її агентка Джінні Руссо, яка переконала офіцера Вермахту намалювати схему ракети та випробувальної станції на Пенемюнде, таким чином розкривши програму ракет Фау-2 для союзників. Коли частина Франції, яка контролювалася Віші, була також окупована Німеччиною, Фуркад декілька місяців була змушена переходити з місця на місце, ховатися в різних містах та містечках, щоб уникнути виявлення. За цей час вона народила третю дитину. Новонародженого сина, довелося заховати в конюшні. У липні 1943 року Марі-Мадлен Фуркад виїхала до Лондона, де співпрацювала з британською розвідкою, зокрема через свого товариша Кеннета Коена, офіцера МІ-6, відповідального за співпрацю з французькою розвідкою. Хоча вона хотіла повернутися до Франції, офіцери контролю змусили її залишитися в Англії до липня 1944 року, коли їй зрештою дозволили повернутися до Франції, щоб приєднатися до своїх агентів на місцях, і їй вдалося уникнути виявлення.

## Післявоєнна діяльність
Фуркад опікувалася діяльністю 3000 агентів Руху Опору та тих, хто вижив, а також займалася соціальними заходами та публікацією «Mémorial de l'Alliance», присвяченій 429 загиблим з групи Опору. Незважаючи на її високу позицію у французькому Русі Опору, будучи лідером найдовшої шпигунської мережі, Шарль де Голль не включив її до числа 1038 осіб, яких він назвав героями Опору (зокрема, лише 6 жінок). Як не дивно, орденом Визволення її не нагородили, хоча її чоловік Едуард Мерік отримав відзнаку.
З 1962 року Фуркад очолювала Комітет дій Опору, а в 1981 році — почесне журі Моріса Папона. Вона вийшла заміж вдруге, була матір'ю п'яти дітей, командором Ордена Почесного легіону, віце-президентом Міжнародного союзу Опору та депортації з 1960 року та Національної асоціації орденоносців з 1947 року, а також членом Міжнародної ліги проти расизму та антисемітизму. Марі-Мадлен Фуркад була представлена в асамблеї Європейських Співтовариств і в 1982 році очолила Захист інтересів у Франції та Європі. Вона також брала участь у діях з припинення ліванського конфлікту та судовому процесі проти Клауса Барбі в Ліоні.
Марі-Мадлен Фуркад померла на 81-у році життя 20 липня 1989 року у військовому шпиталі Валь-де-Ґрас; високопосадовці уряду та кілька тих, хто вижив із групи Руху Опору, віддали їй виняткову шану 26 липня під час процесії похорону в Домі Інвалідів, першої жінки, яка мала таке ушанування. Її поховання розташоване на Cimetière du Пер-Лашез в Парижі.
На її честь названо вулицю Марі Мадлен Фуркад у Ліоні, а також вулиці в Монтрей-Жуїньє, Жуе-ле-Тур та Мальвілі.

## Ноїв ковчег
Фуркад написала спогади про свій досвід участі в Русі Опору під час другої світової війни у книзі L'Arche de Noé, опублікованій в 1968 році. Згодом книгу було скорочено та перекладено англійською мовою як Ноїв ковчег. Авторка розповідає, як молодою жінкою на початку 1930-х років вона стала керівницею підпільної розвідувальної мережі, яка згодом стала відомою як «Альянс». Назва книги є посиланням на назву, дану мережі нацистами, оскільки вона призначала імена тварин своїм учасникам як кодові імена. У Фуркад був «Їжак». Їхнє завдання полягало в тому, щоб зібрати інформацію про переміщення німецьких військ і військово-морських сил та матеріально-технічне забезпечення у Франції й передати ці розвіддані до Великої Британії, використовуючи мережу таємних радіопередавачів і кур'єрів. Це була надзвичайно небезпечна робота, багато найближчих соратників Фуркад були схоплені, закатовані та вбиті гестапо. Деяким, однак, вдалося втекти, включаючи саму Фуркад, яка двічі уникала полону. Заарештована разом зі своїми колегами 10 листопада 1942 року, вона втекла завдяки щасливому випадку і була доставлена літаком до Лондона, звідки вона продовжувала керувати мережею. Після повернення до Франції, щоб керувати мережею на місці, її схопили вдруге. Її друга втеча була ще боліснішою: рано вранці вона роздяглася догола і змогла протиснути своє мініатюрне тіло між ґратами вікна камери. Наприкінці війни Марі-Мадлен Фуркад нагородили за видатні заслуги.
Передмову до значно скороченого та погано перекладеного британсько-американського видання написав Кеннет Коен, який був її «контролером» у військовий (і післявоєнний) час у SIS та батьком її хрещеника.